# Bukavac
Bukavac ili bukavac nebogled, vodeni bik (Botaurus stellaris) je vrsta ptice iz roda Botaurus, koji pripada porodici čaplji (Ardeidae). Retko se viđa na otvorenom, jer preferira skrivanje u gustoj vegetaciji nadomak vodenih površina. Lakše ih je čuti nego videti, jer su mužjaci ove vrste veoma glasni u vreme parenja.

## Opis
Bukavac poseduje perje braonkasto-smeđe boje sa crnim tačkama i prugama. Veći je od srodnih vrsta čaplji. Mužjaci i ženke su jednaki po veličini, i mogu narasti od 69 do 81cm. Telesna masa im se kreće od 0,88 do 2kg. Pri letu, vrati im je savijen, a zamasi krila brzi.

## Rasprostranjenost i stanište
Bukavac nastanjuje barska i močvarna područja u Evropi i Aziji. Odgovara im umerena i topla klima. Ukoliko se voda na staništima ledi, preko zime, bukavci migriraju u Indiju i centralnu Afriku. Kada otopli vraćaju se u severnije krajeve gde se razmnožavaju. U Srbiji se gnezdi stabilna populacija procenjena na 150 do 250 parova. Uglavnom se gnezde u Vojvodini. Procenjuje se da popolacija u Evropi iznosi do 44.000 jedinki.

## Biologija
Bukavac se hrani ribama, jeguljama, vodozemcima i beskičmenjacima. On obično lovi u plitkim vodama i na ivicama nasipa. Mužjaci su poligamni i mogu se pariti sa do pet ženki. Krajem marta i aprila ženke polažu 4 do 6 jaja. Inkubaciju i brigu o ptićima vodi ženka. Mladunci provode oko dve nedelje u gnezdu i potom odlaze u trsku. Oni usvajaju način kamuflaže od odraslih, ali malo je poznato o navikama i ponašanju mladunaca. Zbog svoje tajnovite prirode, broj bukavaca obično se prati prebrojavanjem zvukova koje mužjaci ispuštaju tokom sezone parenja.